# Cryptospiza shelleyi
Cryptospiza shelleyi là một loài chim trong họ Estrildidae.